# COGAG

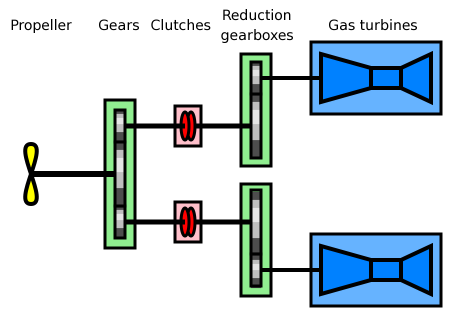
Комбинированная установка схемы COGAG

COGAG (англ. COmbined Gas turbine And Gas turbine, букв. комбинирование газовой турбины и газовой турбины) — комбинированная газотурбинная корабельная энергетическая установка, в которой две газовые турбины совместно работают на один вал гребного винта. Коробка передач позволяет работать любой из двух турбин в одиночку или обеим турбинам вместе.
Использование одной или двух турбин одновременно позволяет менять мощность на валу без существенной потери экономичности. Поскольку топливная эффективность турбины максимальна при максимальной мощности, большая турбина, работающая на 50 % полной мощности, менее эффективна, чем вдвое меньшая турбина, дающая ту же мощность.
При сравнении со схемой CODAG или CODOG (комбинированные дизель- и газотурбинные установки) COGAG занимает меньше места, но проигрывает в топливной эффективности экономического хода, а схеме CODAG и в эффективности при максимальной скорости.

## Установки на кораблях
- Аргентина — Эскадренные миноносцы типа «Альмиранте Браун»
- Великобритания — Фрегаты типа 22 (Batch 3)
- Великобритания — Авианосцы типа «Инвинсибл»
- Япония — Эскадренные миноносцы типа «Асагири»
- Япония — Эсминцы-вертолётоносцы типа «Хьюга»
- Россия — Сторожевые корабли проекта 11540 «Ястреб»
- Россия — Фрегаты проекта 11356Р «Буревестник»
- Норвегия — Фрегаты типа «Фритьоф Нансен»
- Норвегия — Ракетные катера типа «Скьёльд»